# Whole Lotta History
"Whole Lotta History" é o 12° single do grupo pop britânico Girls Aloud, e o quarto e último do seu terceiro álbum de estúdio, Chemistry. O single foi lançado em 13 de março de 2006 pela gravadora Polydor Records. O grupo performou o single na Chemistry Tour, na Greatest Hits Tour e, na Tangled Up Tour em uma versão "blues".

## Lançamento e recepção
"Whole Lotta History" recebeu, no geral, comentários positivos da crítica. Um repórter do jornal irlandês "The Irish Times" classificou a canção como "um sub-hit de Natal das Spice Girls", e um jornalista do Allmusic comparou a música com "2 Become 1". Já a BBC chamou-a de "uma magnífica balada romântica". A "Virgin Media" ainda destacou que, embora as Girls Aloud "façam canções de uptempo muito melhores", a canção é "um dos melhores trabalhos das garotas - não tão melosa como "I'll Stand by You" e muito mais envolvente que "See the Day".

## Videoclipe
O vídeo de "Whole Lotta History" foi filmado em Paris, na França.
Ele mostra cada uma das garotas em um lugar diferente, lembrando de um amor antigo: Kimberley está em um café parisiense e, aparentemente, olha para seu ex-namorado, Cheryl aparece deitada em uma cama escrevendo em um livro e olhando a rua por uma janela, Nadine olha um álbum de fotos sobre uma mesa em uma sala repleta de livros, Nicola olha para si mesma em um espelho e Sarah anda sozinha à beira de um rio, vendo os casais passando.
As cenas com as garotas juntas mostra-as sentadas em poltronas em uma sala, rindo e discutindo amores antigos.

## Faixas e formatos
Esses são os principais formatos e tracklists lançados do single de "Whole Lotta History".
| #                | Título                                             | Duração |
| ---------------- | -------------------------------------------------- | ------- |
| UK CD1 (Polydor) |                                                    |         |
| 1.               | "Whole Lotta History" (Ash Howes Mix)              | 3:47    |
| 2.               | "Crazy Fool"                                       | 3:34    |
| UK CD2 (Polydor) |                                                    |         |
| 1.               | "Whole Lotta History" (Ash Howes Mix)              | 3:47    |
| 2.               | "Whole Lotta History" (Whole Lotta Lamezma Mix)    | 5:09    |
| 3.               | "Teenage Dirtbag" (Live at Carling Academy London) | 4:14    |
| 4.               | "Whole Lotta History" (Video)                      | 3:42    |
| 5.               | "Whole Lotta History" (Karaoke)                    | 3:42    |
| 6.               | "Whole Lotta History" (Jogo)                       |         |

### Versões
Essas são as versões oficiais e remixes realizados em suas respectivas tracklists:
| Versão                  | Onde foi lançado                                                        |
| ----------------------- | ----------------------------------------------------------------------- |
| Album Version           | Chemistry, The Sound of Girls Aloud                                     |
| Ash Howes Mix           | "Whole Lotta History" single                                            |
| Whole Lotta Lamezma Mix | "Whole Lotta History" single                                            |
| Video                   | "Whole Lotta History" single, The Greatest Hits Live (DVD), Style (DVD) |

## Desempenho nas paradas
Em 13 de março de 2006, "Whole Lotta History" foi lançado no Reino Unido. Embora o single físico ainda não tivesse sido lançado, a canção entrou no UK Singles Chart de 12 de Março de 2006, devido às novas regras da parada, o que permitiu a entrada dos singles na parada no domingo, antes de seu lançamento físico, baseado apenas na venda de downloads. "Whole Lotta History" estreou em octagésimo lugar, e saltou para o sexto lugar na semana seguinte,  passando no total apenas cinco semanas no Top 75. Na Irlanda, a canção estreou em décimo oitavo lugar, e passou no total seis semanas no Top 50.

### Posição nas Paradas
| Chart (2006)                               | Posição |
| ------------------------------------------ | ------- |
| Reino Unido - Singles Chart                | 6       |
| Irlanda                                    | 18      |
| Reino Unido - Download Chart               | 23      |
| Grécia                                     | 32      |
| Polónia                                    | 76      |
| Reino Unido - Chart de final de ano (2006) | 188     |